# Pierre Wertheimer (homme d'affaires)
Pour les articles homonymes, voir Wertheimer et Pierre Wertheimer.
Pierre Wertheimer, né le 8 janvier 1888 et mort le 24 avril 1965, est un homme d'affaires français.

## Biographie
Pierre Wertheimer est un descendant de la branche francaise de la famille Wertheimer, historiquement des financiers, et le propriétaire, avec son frère Paul, des parfums Bourjois.
En octobre 1910, Pierre Wertheimer épouse Germaine Revel, la fille d'un courtier de la banque Lazard.
En 1924, Pierre Wertheimer et son frère Paul deviennent les partenaires de Coco Chanel dans la création de l'entreprise Les Parfums Chanel. Deux ans auparavant, en 1922, le parfum No 5 avait été mis au point et Chanel avait besoin pour le lancer et le développer de la vaste expérience des frères Wertheimer dans le domaine commercial, de leurs relations d'affaires américaines, et de leur capital. Dans cette association, Pierre Wertheimer détenait 70 % de la société des Parfums Chanel, Coco Chanel détenait 10 % et son ami Théophile Bader était propriétaire des 20 % restants.
Durant l'Occupation, Pierre confia son entreprise à son ami Félix Amiot, qui était constructeur d'avions, enrôlé de force par le régime nazi.

## Les courses de Pur-sang
Pierre Wertheimer était aussi un important propriétaire de chevaux de course, fondateur d'une écurie classique qui continue de briller un siècle plus tard. En 1949, il engage comme entraîneur pour ses chevaux Alec Head, âgé à l'époque de 24 ans. L'association Werheimer/Head pour les courses hippiques se perpétue toujours à travers les membres de la famille.
Les chevaux de Wertheimer ont gagné de nombreuses courses importantes en France et au Royaume-Uni. Son plus célèbre représentant fut Épinard, qualifié de « légende des courses » par la société mère des courses hippiques France Galop.
Parmi les courses hippiques du Groupe 1 remportées par des chevaux de l'écurie Wertheimer figurent :
- Les 1000 guinées Stakes : (1935)
- Les King George VI and Queen Elizabeth Diamond Stakes : (1955)
- Le Derby d'Epsom : (1956)
- Le Prix de la Forêt : Épinard (1922), Midget (1956)
- Le Prix d'Astarté : Eleda (1934), Djanet (1956)
- Le Prix Maurice de Gheest : Sonny Boy (1933), Djanet (1956), Midget (1957), Tomahawk (1959)

À la mort de Pierre Wertheimer survenue en 1965, sa veuve Germaine resta propriétaire de chevaux d'exception comme Riverman ou Lyphard. Parmi les courses remportées par ces chevaux figurent :
- Le Prix de la Forêt : Démocratie (1969), Lyphard (1972)
- Le Prix du Jockey Club : Roi Lear (1973)
- La Poule d'Essai des Poulains : Riverman (1972)
- Le Prix d'Ispahan : Riverman (1972)
- Le Prix Jacques Le Marois : Lyphard (1972)

Au décès de Pierre Wertheimer, son écurie et ses parts de la Maison Chanel sont transmises à son fils Jacques Wertheimer, qui continue à jouer un rôle important dans les courses hippiques en France et à développer l'entreprise de parfums Chanel. À la mort de Jacques, celle-ci passe aux mains de ses fils, Gérard et Alain Wertheimer.